# Génocide arménien dans la culture
Le génocide arménien dans la culture représente l'ensemble des œuvres artistiques représentant le génocide arménien depuis 1915, notamment en peinture, en littérature, en musique et au cinéma. Architecturalement, il existe des dizaines de mémoriaux du génocide arménien à travers le monde.
L'un des exemples les plus anciens d'une œuvre d'art relative au génocide arménien est une médaille frappée à Saint-Pétersbourg en 1915. Depuis, de nombreuses médailles ont été émises dans différents pays, en mémoire du génocide.

## Peinture

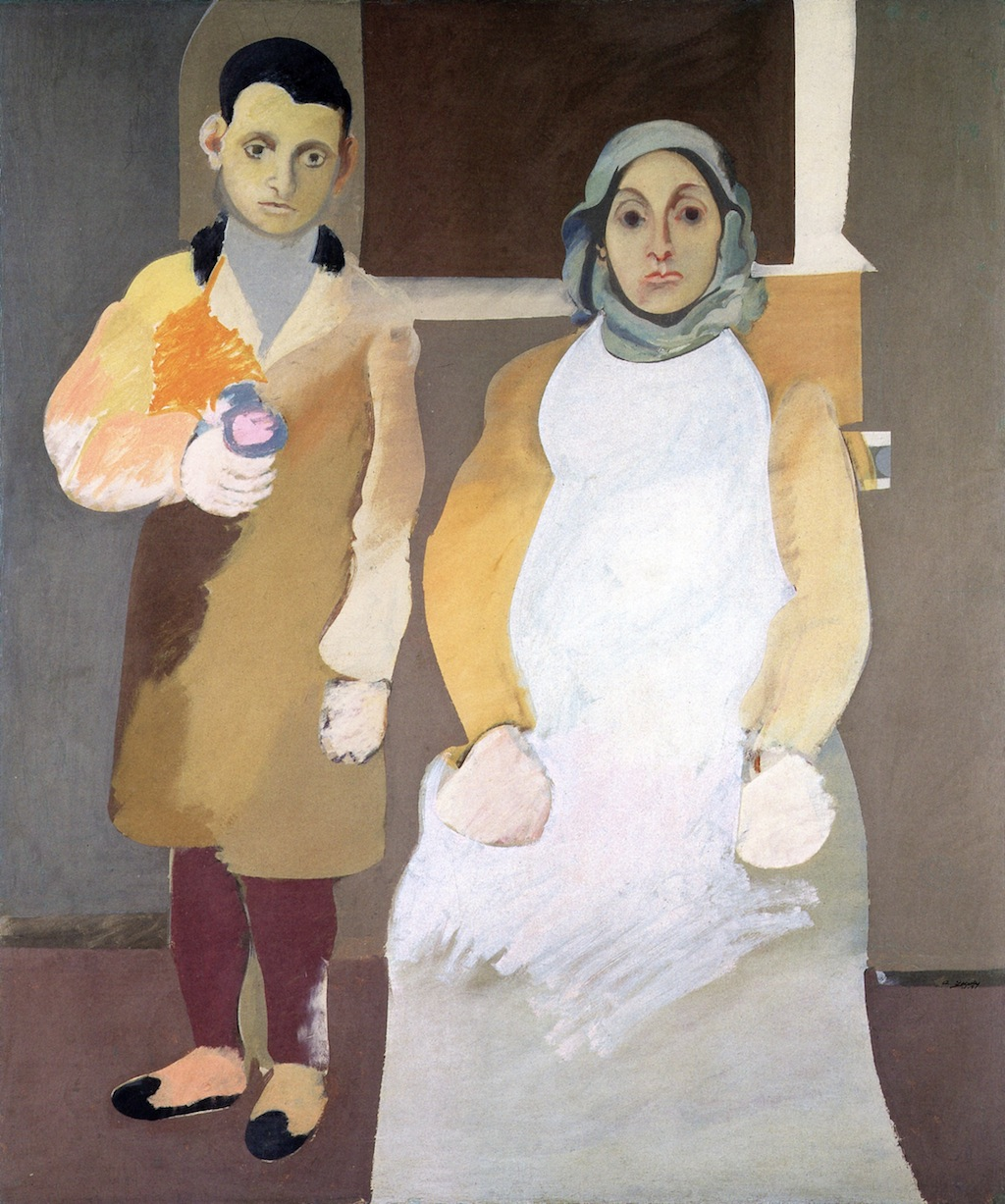
Arshile Gorky, Le peintre et sa mère, 1926-1936

Les tableaux du peintre Arménien-Américain Arshile Gorky, une figure phare de l'expressionnisme abstrait, sont considérés comme très représentatifs de la compassion pour la souffrance du peuple arménien durant la période du génocide,. En 1915, à l'âge de 10 ans, Gorky s'est enfui de la ville de  Van en Turquie pour l'Arménie russe avec sa mère et ses trois sœurs. Sa mère est morte durant la famine de 1919 à Erevan. Son tableau Le peintre et sa mère évoque ce sujet.

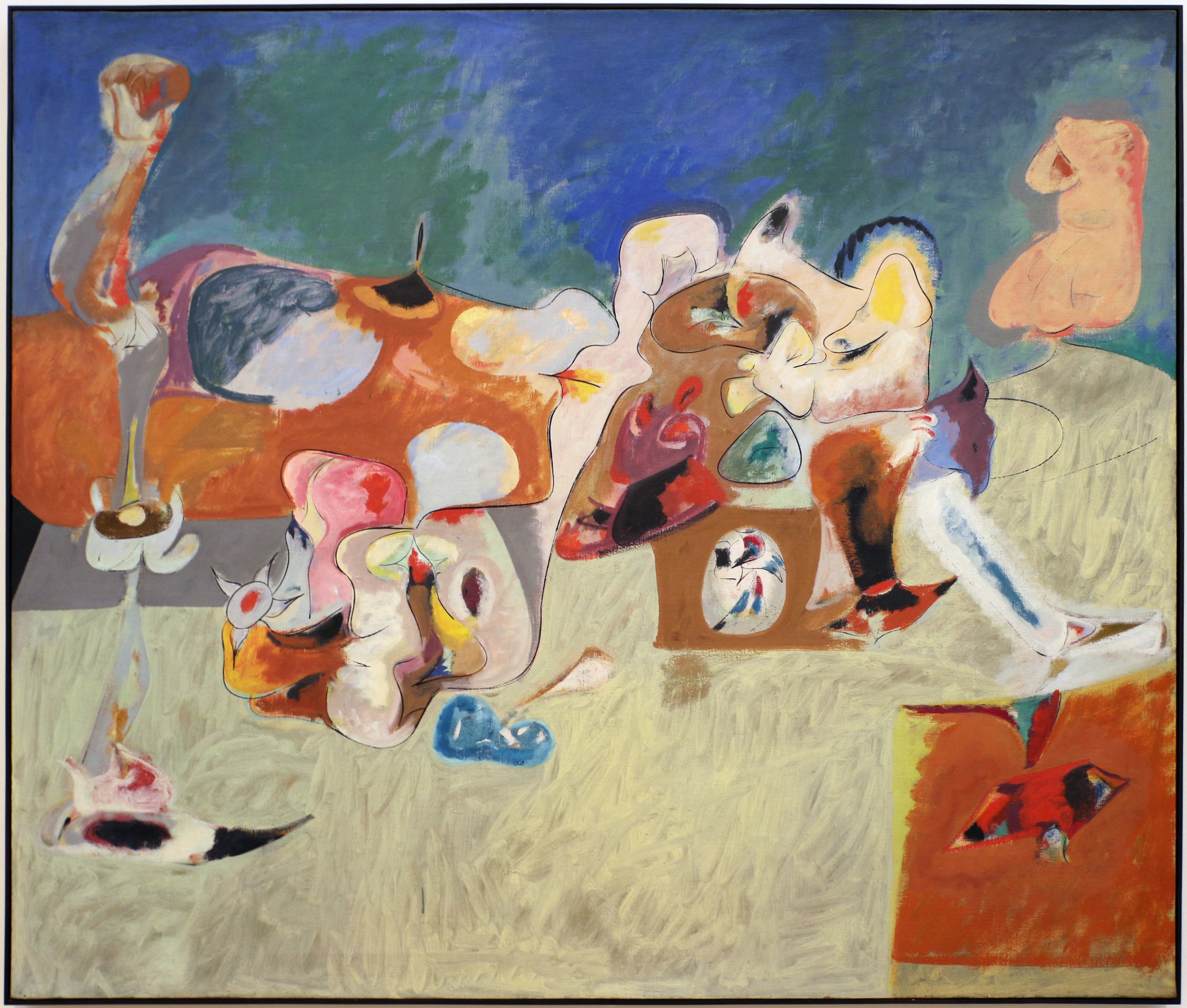
Arshile Gorky, La charrue et la chanson (1946)

Une étude de son tableau La charrue et la chanson de 1946, révèle des thèmes centraux que sont la souffrance et la perte d'un être, de la famine et de la faim, de la nostalgie culturelle à travers ses formes curvilignes représentant la fertilité et la nature  À travers des couleurs chaudes et terreuses, l'artiste peint de mémoire les terres agricoles fertiles de sa patrie arménienne. Il s'est reconstruit une identité nouvelle et hybride en Amérique, pour exprimer dans un amalgame sa vision artistique de l'art moderne de l'Occident et en même temps la riche culture du peuple arménien. La charrue et la chanson matérialise la dialectique de la violence et de la culture dans l'histoire fracturée du peuple arménien.

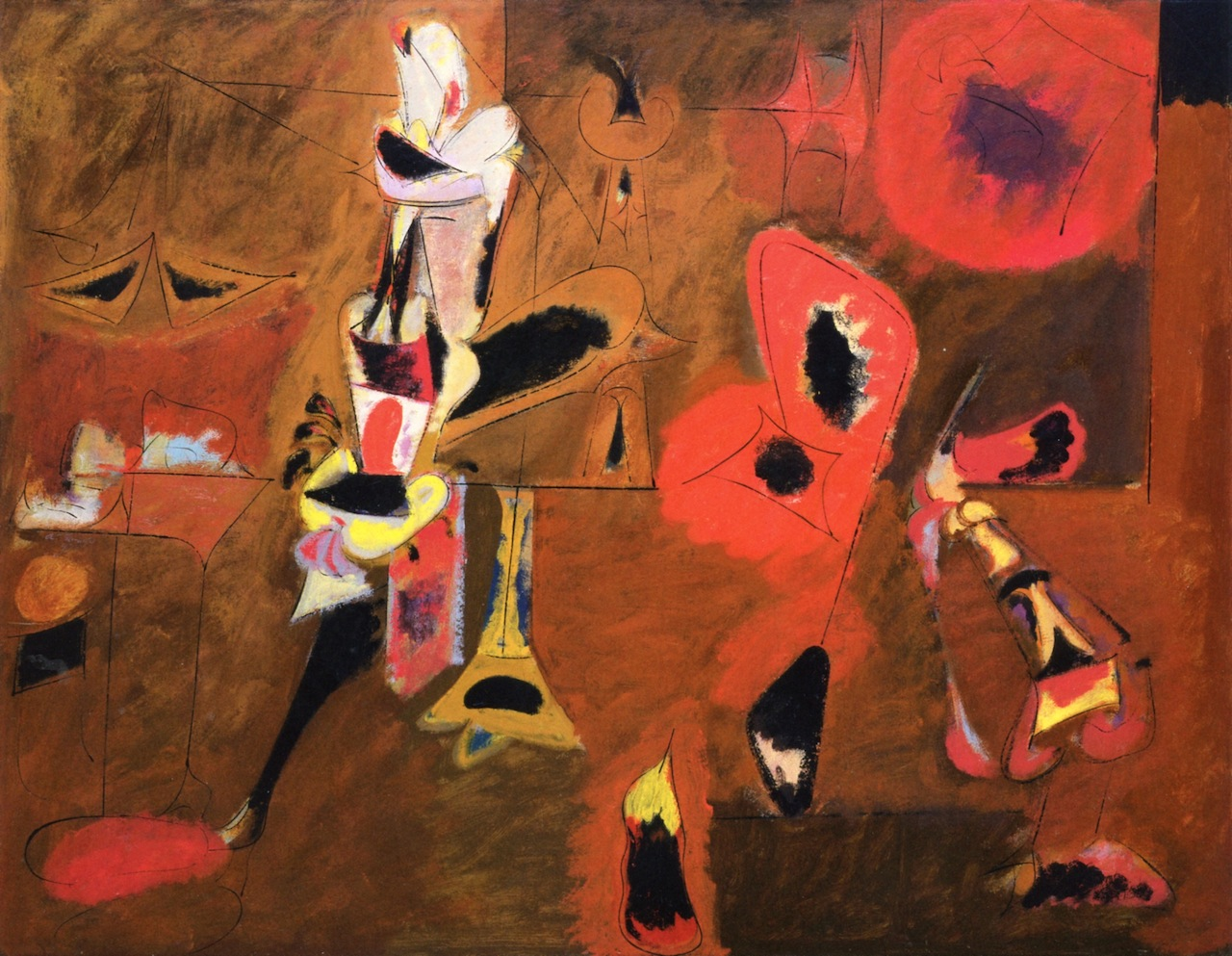
"Agonie" d'Arshile Gorky 1947 Museum of Modern Art

Les spécialistes de Gorky s'accordent pour dire que les souffrances et les pertes d'êtres chers qu'il a subies durant le génocide arménien ont fortement influencé la production de ses tableaux  modernistes aux États-Unis. La comparaison de La charrue et la chanson (1946) avec les œuvres de ses contemporains dans le domaine de l'abstraction biomorphique, révèlent le caractère brutal des expériences qu'il a connues sur le degré d'horreur que peuvent atteindre les comportements humains. Gorky semble avoir développé systématiquement dans ses toiles une imagerie pleine de sang, qui fait allusion aux horreurs et aux violences dont il a été témoin durant le génocide arménien. Il utilise dans ses toiles un rouge fluide de manière systématique. Plusieurs des formes représentées semblent saigner ou donnent l'apparence d'une trainée de sang provenant des blessures infligées à des corps. Gorky fait un large usage de l'ombrage pour attirer l'attention sur le fait que ces taches rouges sont en fait des plaies saignantes. La vérité sur la fusion réalisée par le peintre entre la nostalgie de sa culture arménienne et son riche héritage personnel provenant de sa rencontre avec l'histoire du génocide, débouche sur une composition unique qui reflète les vues des nombreux Arméniens sur leur histoire fracturée. Il existe une dialectique constante entre la culture et la barbarie dans l'histoire des Arméniens, dans laquelle la violence reste un thème aussi persistant que la beauté de la culture de ce peuple.
En arrivant aux États-Unis après le génocide arménien, Gorky se reconstruit une nouvelle identité et change son nom Vosdanig Manoug Adoian en Arshile Gorky, un nom qui évoque l'aristocratie russo-géorgienne et la littérature du Caucase. En 1922, il s'inscrit à la New School of Design à Boston, une ville ou vivait une importante population immigrée d'Arméno-Américains. Plus tard, il déménage à New York, où il enseigne à la National Academy of Design et à la Grand Central School of Art (en), et il se retrouve plongé dans le monde en pleine évolution de l'Art moderne. Il commence alors a réaliser des toiles qui reflètent les éléments stylistiques de Pablo Picasso et de Paul Cézanne Dans son ouvrage Black Angel: The Life of Archile Gorky, l'historienne d'art arménienne  Nouritza Matossian compare les influences subies par le style de Gorky, en incluant l'art funéraire pour la pose, Cézanne pour la composition plane, Picasso pour la forme et la couleur, et Ingres pour la simplicité du trait et la douceur. Ces influences éclectiques qui se sont introduites dans la peinture de Gorky montrent la lutte qu'il a enduré pour se faire reconnaître en ayant connu l'influence d'aussi grands maîtres.
À travers son occidentalisation de la peinture arménienne, Gorky a réussi à communiquer sa vision du monde : ses souvenirs de la terre fertile, de la beauté de la nature et du mode de vie agricole idyllique de l'Arménie. Une beauté rompue par les horreurs des effusions de sang infligées à son peuple lors du génocide arménien. Ses représentation symboliques de la fertilité féminine sur fond de chaos rendent compte de la façon dont l'Empire Ottoman finissant a ravagé un empire multi-ethnique d'une grande diversité ethnolinguistique et religieuse.

Autres tableaux
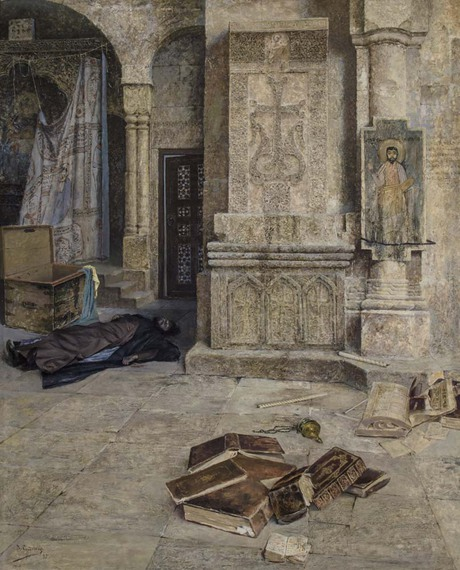
Vardges Sureniants, Sanctuaire piétiné, 1895.
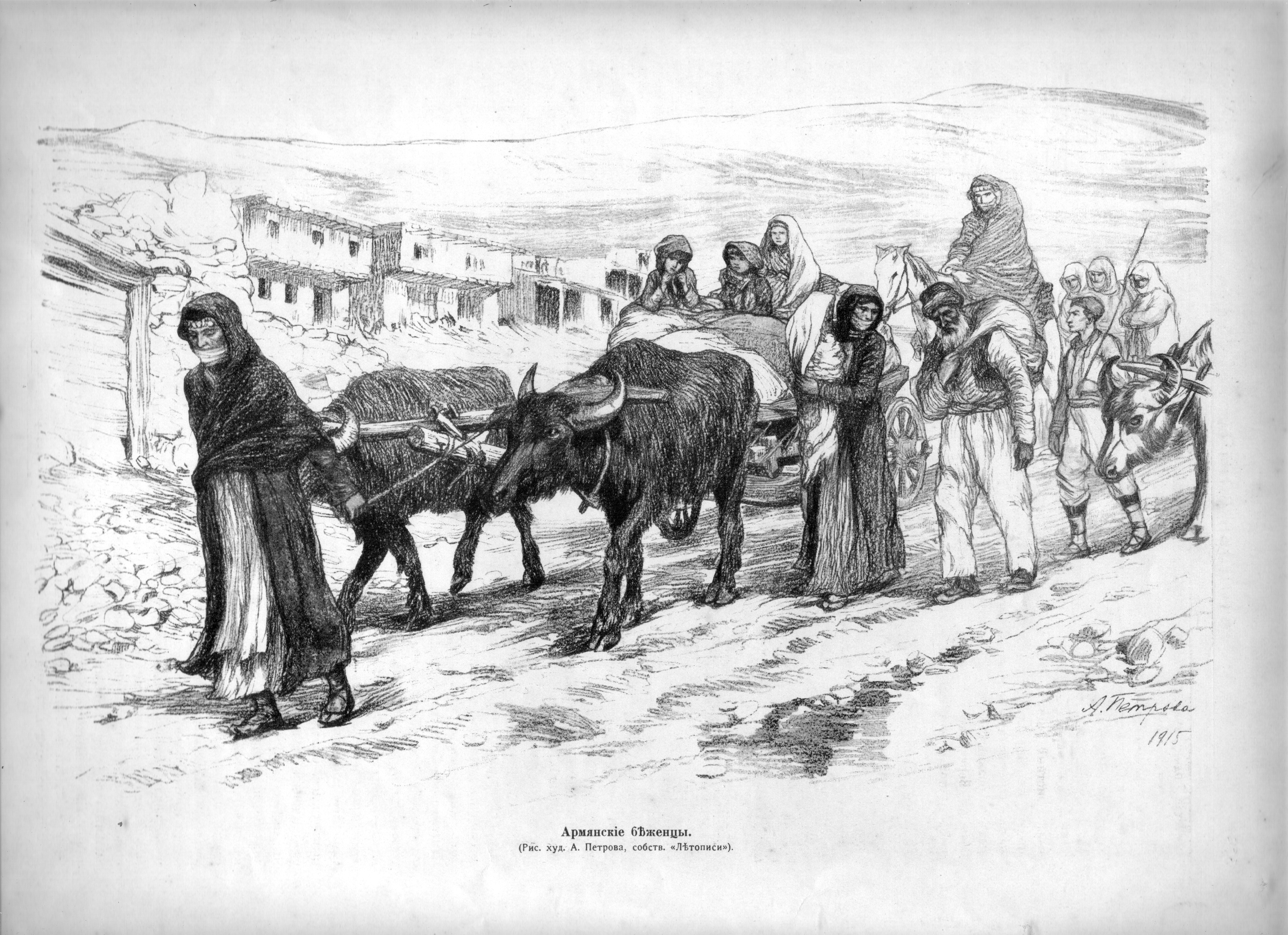
Réfugiés arméniens, dessin de A. Petrov.
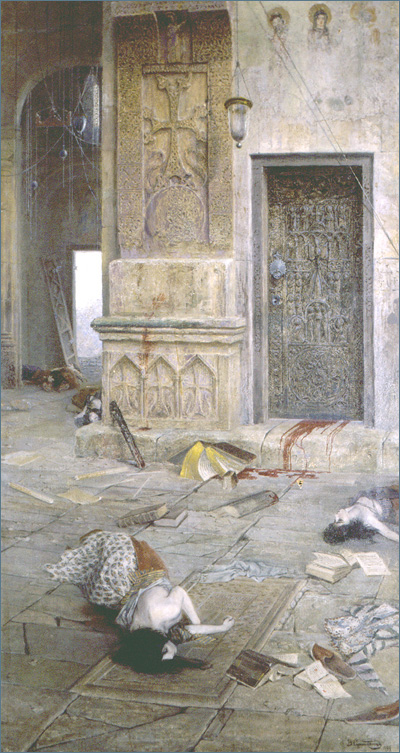
V. Sureniants - Après le pogrom

À la fin du XIXe siècle, le peintre arménien Vardges Sureniants consacre une série de ses peintures à des thèmes tels que Le sanctuaire piétiné, 1895 ; Après le pogrom, 1899 et aux massacres sanglants des Arméniens en Arménie occidentale .
L'artiste contemporain Armenio-Américain Mher Khachatryan (né en 1983) a produit une série d'œuvres pour sensibiliser le public au génocide arménien.

## Littérature

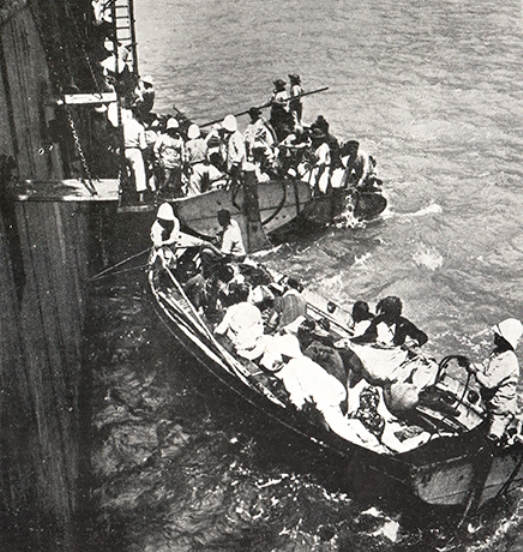
L'évacuation des Arméniens du Musa Dagh sur un navire de guerre français en septembre 1915.

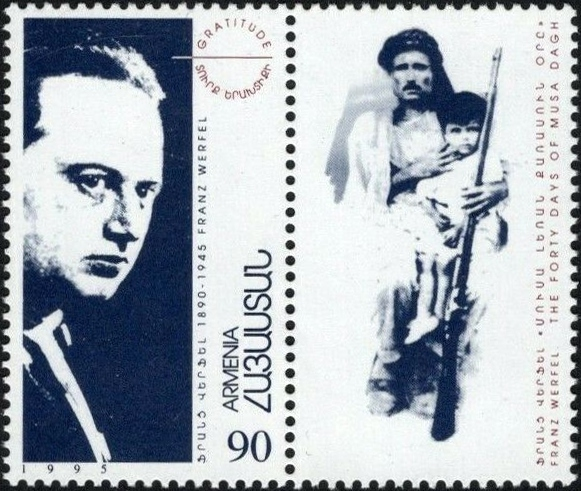
Franz Werfel et le héros de son roman Les Quarante Jours du Musa Dagh sur un timbre arménien de 1995

Siamanto est l'un des poètes marquant de l'époque du génocide arménien. En 1909, il écrit un cycle de poèmes intitulé  Nouvelles ensanglantées de mon ami (en arménien « Կարմիր լուրեր բարեկամէս »), consacré au massacres d'Adana. Dans sa poésie, Siamanto, précédant les poètes de guerre ou poètes des tranchées anglais (en anglais : The Trench Poets) de la Première Guerre mondiale, abandonne les images métaphysiques et purement esthétiques pour privilégier les descriptions visuelles et réalistes de la violence. Siamanto a été victime de la rafle des intellectuels arméniens du 24 avril 1915 à Constantinople en même temps que 235 à 270 intellectuels arméniens arrêtés ce jour-là puis exécutés.
Un autre grand poète arménien, Daniel Varoujan, a également été arrêté le 24 avril 1915 puis torturé et exécuté le 19 août. De nombreux poèmes de Yéghiché Tcharents, né à Kars et qui a survécu au génocide au sein d'un mouvement de résistance, décrivent les horreurs du génocide. Un autre auteur de poèmes sur le génocide, Vahan Tekeyan, se trouvait au Caire en 1915 et a échappé à la mort. Au début du XXe siècle, le thème du génocide arménien apparaît dans les œuvres des auteurs russes  Vladimir Nemirovitch-Dantchenko, de Sergueï Gorodetski, de Valéri Brioussov, de Vladimir Sergueïevitch Soloviev (Trois conversations — récit d'un général sur les atrocités commises par les Bachi-bouzouk sur les Arméniens).
L'œuvre littéraire la plus célèbre sur le thème du génocide arménien est le roman de Franz Werfel «Les Quarante Jours du Musa Dagh», publié en 1933 et qualifiée d'indésirable par les autorités nazies en Allemagne. Kurt Vonnegut écrit en 1988 une histoire de  Barbe bleue (en) dont le thème principal est la génocide arménien. Louis de Bernières utilise quant à lui les lieux et l'époque du génocide arménien comme toile de fond de son roman Des oiseaux sans ailes (en).
Le Conte de la pensée dernière est un roman de l'écrivain Edgar Hilsenrath paru en 1989 qui a reçu la même année le prix littéraire allemand Prix Alfred-Döblin. Richard Kalinovski est l'auteur de la pièce intitulée  Le monstre lunaire qui raconte l'histoire de deux survivants du génocide arménien.
Plusieurs écrivains turcs, et particulièrement Nâzım Hikmet et Orhan Pamuk, ont parlé ouvertement du génocide arménien. Orhan Pamuk, qui a reçu le prix Nobel de littérature en 2006, a été poursuivi en justice pour ses propos à ce sujet. Le génocide arménien fait également l'objet d'un roman de l'écrivain turc Halila Ibrahim  intitulé Küller Arasında, paru en 2009.
Le roman requiem sur le génocide arménien Pierre de rêve, de l'écrivain azerbaïdjanais Akram Aylisli, est publié en 2012. Le roman est dédié à la « mémoire de mes compatriotes, qui ont laissé derrière eux le chagrin, et la douleur » et il est consacré en particulier au massacre de Aşağı Əylis, le village natal de l'écrivain en 1919. Ce livre dont les remords relatifs au génocide sont le leitmotiv a suscité de vives campagnes de condamnation en Azerbaïdjan.
Plusieurs témoignages de témoins du génocide arménien ont été publiés : par exemple les essais rédigés par la missionnaire suédoise Alma Johansson (en), par l'ambassadeur américain Henry Morgenthau Senior ou encore par le médecin allemand Armin Wegner.
Une partie de l'œuvre de l'écrivain américain William Saroyan est consacrée au génocide, en particulier L'Arménien et l'Arménien (en).

### Liste non exhaustive d'ouvrages littéraires
- Les Quarante Jours du Musa Dagh de Franz Werfel (1933).
- L'Arménien et l'Arménien (en) de William Saroyan.
- Barbe bleue (roman de Vonnegut) (en) de Kurt Vonnegut (1988).
- Un été sans aube de Agop J. Hacikyan (1991).
- Des oiseaux sans ailes (en) de Louis de Bernières.
- Le Conte de la pensée dernière d'Edgar Hilsenrath.
- The Road from Home (en) de David Kherdian (en).
- The Spring to Come (en) de Stefan Żeromski.
- Daş Yuxular (Rêves de pierre) d'Akram Aylisli.
- L'Arménienne aux yeux d'or de Maurice Gouiran, 2002.
- Le Mas des alouettes. Il était une fois en Arménie, d'Antonia Arslan, traduction française de Nathalie Bauer, Robert Laffont, 2006.
Voir également l'adaptation cinématographique par les frères Taviani.
- Nuit turque de Philippe Videlier, 2005.
- Tigrane l'Arménien d'Olivier Delorme, 2017.
- Dans les yeux d'Anouch. Arménie, 1915. de Roland Godel, Folio Junior, 2018.  (ISBN 2075107343)
- L'oiseau bleu d'Erzeroum, de Ian Manook, Albin Michel, 2021.

## Bande dessinée
- Actua BD publie deux études sur le génocide arménien dans la bande dessinée, d'abord en 2013[16] puis en 2015[17].
- Le Vengeur, 5e tome de la série Le Décalogue de Frank Giroud et Bruno Rocco, 2002.
- Série Meds Yeghern de Paolo Cossi (it)
- Série Le Cahier à fleurs de Laurent Galandon et Viviane Nicaise
  1. Mauvaise Orchestration, 2010  (ISBN 978-2-350-78889-0)
  2. Dernière Mesure, 2011  (ISBN 978-2-8189-0316-2)
- Le Fantôme arménien de Laure Marchand, Guillaume Perrier et Thomas Azuélos. Dessin et couleur de Thomas Azuélos, 2015  (ISBN 9782754811514)

## Cinéma

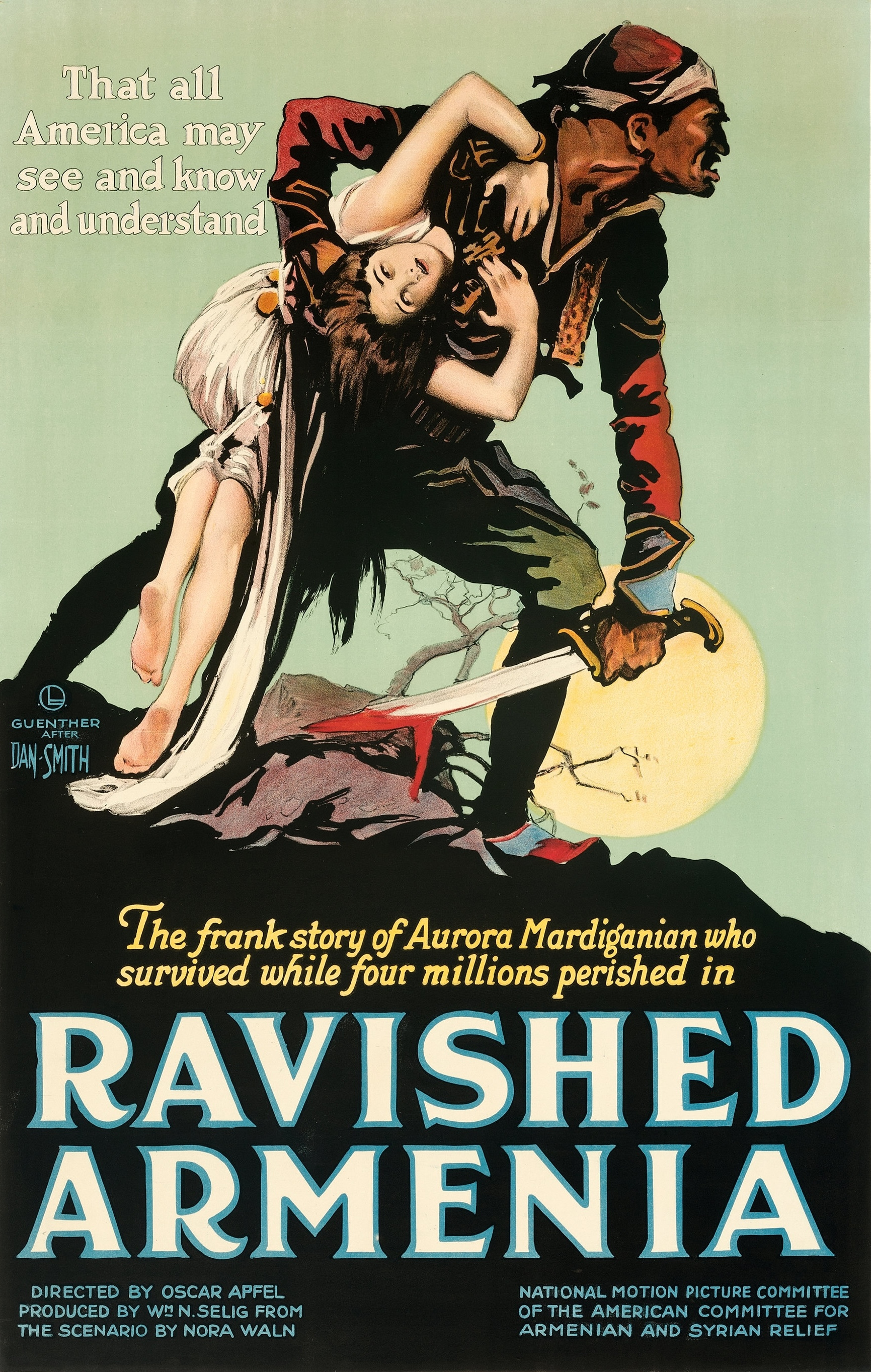
Ravished Armenia, affiche du film, 1919

Le premier film réalisé sur le génocide arménien est Ravished Armenia (1919), dont il ne subsiste qu'un extrait de 15 minutes. La réalisation de documentaires sur le génocide arménien est rendue difficile du fait du manque de photos et de matériel cinématographique. La censure de l'Empire ottoman interdisait de photographier les déportations et les meurtres d'Arméniens et la liberté des journalistes était également limitée dans les zones de combats. Malgré cela, certaines photos ont été prises secrètement par des missionnaires chrétiens et par des spécialistes allemands venus de l'Ouest. Les photos les plus connues ont été prises par le photographe Armin Wegner, par la Croix-rouge allemande et par le consul des États-Unis Leslie Davis. Le tournage de la déportation et de meurtres n'a jamais été montré au public. Le premier film documentaire sur le génocide Où est mon peuple?, du producteur Mike Akopian est sorti en 1965 pour le 50e anniversaire anniversaire des évènements. La république turque a protesté et a déclaré Mike Akopian persona non grata. En 1976, le documentaire Le Génocide oublié, d'Akopian, a reçu plusieurs prix dans des festivals et deux prix Emmy Awards, de même que le film Le Précédent arménien. Réalisé en 1990, à la demande du Conseil californien pour l'éducation, le film documentaire Le Génocide arménien est utilisé dans les programmes scolaires de la dixième année. À la fin du XXe siècle et au début du XXIe siècle plusieurs documentaires ont été réalisés, dont le plus remarqué est L'Holocaust Caché (anglais : The Hidden Holocaust). En l'an 2000, le film Les Voix du Lac présente le problème du génocide à travers le prisme des habitants d'un petit raïon de Turquie, où la situation est détaillée à partir du regard de quelques témoins. Le film L'Allemagne et les mystères du génocide secret (2003), explore le lien existant entre le génocide arménien et la réalisation de la ligne de chemin de fer Berlin-Bagdad.

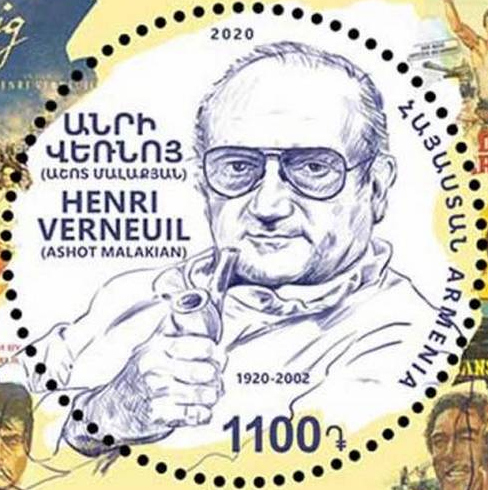
Henri Verneuil 2020, timbre arménien

La république de Turquie fait systématiquement obstacle aux tentatives de réalisation de films sur le génocide sur son territoire. Celles répétées du studio Metro-Goldwyn-Mayer pour tourner un film sur base du best-seller de Franz Werfel Les Quarante Jours du Musa Dagh ont été interrompues en raison de la pression de la Turquie sur le gouvernement des États-Unis. Certaines scènes du massacre des Arméniens apparaissent dans le film d'Elia Kazan America, America de 1963. Le film autobiographique Mayrig, tourné en 1991 par le réalisateur français d'origine arménienne Henri Verneuil, est ponctué de flashbacks sur la période du génocide en Arménie ottomane. En 1988, le film multimédaillé Komitas, du réalisateur Don Askarian (de), traite de la question du génocide à travers le destin tragique du célèbre compositeur. Le film soviétique Nahapet (en) (1977) du réalisateur Henrik Malyan (en) évoque le génocide et ses conséquences sur la vie d'un homme ayant perdu toute sa famille, tout comme le film d'Atom Egoyan, Ararat (2002). Les réalisateurs italiens Vittorio et Paolo Taviani réalisent en 2007 un film sur le génocide arménien, en adaptant l'œuvre de l'écrivaine italo-arménienne Antonia Arslan, Le Mas des alouettes (La Masseria Delle Allodole).
En 2014, le réalisateur d'origine turque Fatih Akın présente à la Mostra de Venise son film The Cut, consacré au génocide des Arméniens. Ce film est devenu le premier sur ce sujet à être montré en Turquie. En 2015, le studio arménien Man Piktchers réalise un long métrage documentaire intitulé Map of Salvation (en), pour le 100e anniversaire du génocide arménien. Le film raconte l'histoire de cinq femmes missionnaires européennes, qui sont témoins du génocide et créent des refuges où des femmes et des enfants échappent miraculeusement à la mort.
En 2016, se déroule la première du film La Promesse (États-Unis), basé sur les évènements du génocide arménien durant les dernières années d'existence de l'Empire ottoman durant la Première Guerre mondiale. Le réalisateur est Terry George avec Oscar Isaac, Christian Bale et Charlotte Le Bon dans les rôles principaux.
En 2022 sort le film réalisé par Inna Sahakyan, Aurora, l'étoile arménienne (« Aurora's Sunrise ») après plusieurs années de tournage et qui reprend la vie d'Aurora Mardiganian. Le film porte sur le génocide en utilisant la technique d'animation 2K et utilise également des extraits du film Auction of Souls, lui-même adapté de la biographie Ravished Armenia,.

### Films

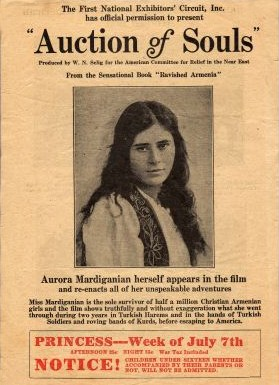
Affiche promotionnelle du film Ravished Armenia (1919).

- 1919 : Ravished Armenia, d'après le récit d'Aurora Mardiganian.
- 1963 : America, America, d'Elia Kazan.
- 1977 : Nahapet, de Henrik Malyan.
- 1982 : The Forty Days of Musa Dagh, de Sarky Mouradian.
- 1988 : Komitas, de Don Askarian[22],[23],[24].
- 1990 : Yearning, (titre original Karot[25]), de Frunze Dovlatyan.
- 1991 : Mayrig, de Henri Verneuil.
- 1992 : Avetik, de Don Askarian[26],[23].
- 2001 : On the Old Roman Road, de Don Askarian[27],[23].
- 2002 : Ararat, d'Atom Egoyan.
- 2007 : Le Mas des alouettes, des frères Taviani.
- 2009 : Ravished Armenia, édition restaurée.
- 2010 : Chienne d'histoire, court-métrage d'animation de 15 min, de Serge Avédikian.
- 2014 : The Cut, long-métrage de Fatih Akın.
- 2015 : 1915, long-métrage de Garin Hovannisian et Alec Mouhibian.
- 2015 : Une histoire de fou, long-métrage de Robert Guédiguian.
- 2016 : La Promesse, long-métrage de Terry George.

### Film d'animations
- 2022 : Aurora, l'étoile arménienne, long-métrage d'Inna Sahakyan.

### Documentaires
- 1945 : Fatherland (G. Balasanyan, L. Isahakyan et G. Zardaryan)
- 1964 : Where Are My People? (J. Michael Hagopian (en))
- 1975 : The Forgotten Genocide (J. Michael Hagopian)
- 1983 : Assignment Berlin (Hrayr Toukhanian)
- 1988 : An Armenian Journey (Theodore Bogosian)
- 1988 : Back To Ararat (Jim Downing, Göran Gunér, Per-Åke Holmquist, Suzanne Khardalian)
- 1990 : Uomini, anni, vita (Yervant Gianikian, Angela Ricci Lucchi)[28]
- 1991 : The Armenian Genocide
- 1992 : Secret History: The Hidden Holocaust (Michael Jones)
- 2000 : I Will Not Be Sad in This World (Karina Epperlein)
- 2000 : Destination Nowhere: The Witness (J. Michael Hagopian)
- 2003 : Germany and the Secret Genocide (J. Michael Hagopian)
- 2003 : Voices From the Lake: A Film About the Secret Genocide (J. Michael Hagopian)
- 2003 : Desecration (Hrair "Hawk" Khatcherian)
- 2003 : The Armenian Genocide: A Look Through Our Eyes (Vatche Arabian)
- 2004 : My Son shall be armenian (Hagop Goudsouzian)
- 2006 : Armenian Genocide (Andrew Goldberg (en))
- 2006 : Screamers (Carla Garapedian)
- 2008 : The River Ran Red (J. Michael Hagopian)
- 2010 : Aghet : 1915, le génocide arménien (Eric Friedler)
- 2010 : Le Fils du marchand d'olives (Mathieu Zeitindjioglou)
- 2011 : Grandma's Tattoos (Suzanne Khardalian)
- 2015 : Turquie, l'héritage du silence (Anna Benjamin et Guillaume Clere)
- 2015 : L'Arbre (Hakob Melkonyan)
- 2016 : They Shall Not Perish: The Story of Near East Relief (George Billard)
- 2017 : Architects of Denial (David Lee George)

### Téléfilms
- 2010 : Azad ( Nicolas Tackian)

## Musique

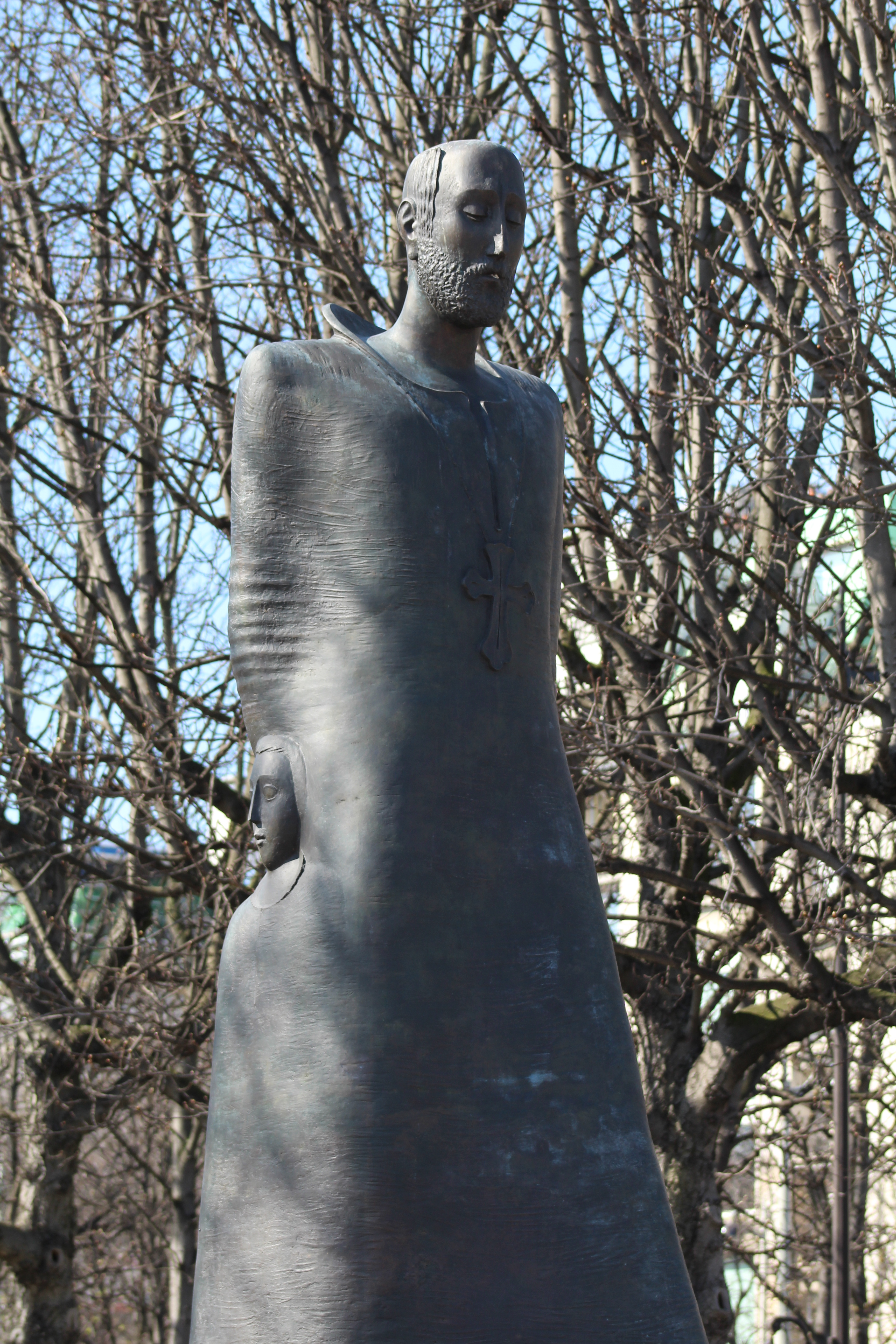
Monument Komitas, victime du Génocide arménien (Paris)

Le génocide, source de douleur et de conscience historique, s'exprime dans l'art arménien, y compris dans sa musique. Le compositeur Komitas, considéré comme le père de la musique arménienne parmi d'autres intellectuels arméniens, a survécu à sa déportation. N'ayant pas supporté l'horreur de cette déportation il en perdit la raison et est interné dans une clinique psychiatrique de Paris de 1919 jusqu'à sa mort en 1935. La plupart de ses œuvres sont perdues. Komitas était docteur en théologie et en musicologie 
La tradition orale des récits sur le génocide se reflète dans des chansons que l'on trouve dans les ouvrages de l'ethnologue arménienne, née en Égypte en 1934, Verjine Svazlian (en) tels que «The Armenian Genocide in the Memoirs and Turkish Language Songs of Eye-Witness Survivors».
Verjine Svazlian considère que ces chansons ont été créées sous l'impression d'évènements historiques qu'elles reflètent. Malgré le fait qu'elles soient écrites en langue turque, elles sont d'origine arménienne. La tradition orale ancrée dans ces chansons peut être considérée comme l'une des preuves du génocide 
Le groupe de rock américain System of a Down (parfois abrégé en SOAD ou System) est composé de quatre musiciens arméniens et aborde souvent le thème du génocide arménien. Chaque année il organise une tournée de concerts de type Soul pour rappeler le génocide. Dans son premier album le groupe a inclus une chanson sur ce génocide intitulée P.L.U.C.K. (Menteurs politiques assassins lâches et méchants). Dans le livret du CD se trouve ce texte : « System of a Down (SOAD) consacre cette chanson à la mémoire d'un million et demi de victimes du génocide arménien, mené par le gouvernement turc de 1915 au milieu des années 1920 ». D'autres chansons et en particulier X (Toxicity) et Holy Mountains,  Hypnotize), traitent également du génocide arménien. Serj Tankian, le chanteur du groupe aborde également ce thème dans son répertoire en solo. Dans le deuxième album studio, Imperfect Harmonies, Tankian introduit la chanson Oui, c'est un génocide ! en arménien.
Fin 2003, Diamanda Galás sort l'album Defixiones, Will and Testament: Orders from the Dead dédié notamment aux Arméniens et aux Assyriens victimes des génocides.
Le compositeur et chanteur américain Daniel Dekker en collaboration avec le compositeur arménien Ara Guevorgian a écrit la chanson Adana en souvenir des victimes du Massacres d'Adana en 1909, dont la population arménienne a été la principale victime.
La revue religieuse du web européen Cross Rhythms écrit à propos de cette chanson Adana : « Il est très rare que l'amertume de souffrances innombrables soit traduite dans une chanson aussi merveilleuse ». Daniel Dekker a été officiellement invité par le gouvernement arménien, pour interpréter cette chanson le 24 avril 2005, à l'occasion du concert d'Erevan organisé à la mémoire du génocide arménien pour son 90 e anniversaire. Actuellement cette chanson a été traduite en 17 langues différentes.
Le groupe russe prog rock/Post-metal Adaen a publié en 2011 une chanson intitulée 1915, dédiée à la tragédie du génocide arménien par les Turcs.
Liste incluant des morceaux musicaux ou des chansons évoquant le génocide arménien.
| Année   | Morceau                                              | Artiste                                                 | Notes                                          |
| ------- | ---------------------------------------------------- | ------------------------------------------------------- | ---------------------------------------------- |
| 1915    | Children's Prayer                                    | Komitas                                                 |                                                |
| 1916-18 | Zmrkhtuhi                                            | Romanos Melikian                                        |                                                |
| 1917    | Take, O Armenia                                      | Alexandre Spendarian                                    | opus 27, concert aria, paroles H. Hovhannisian |
| 1946    | Vorskan akhper                                       | Aram Khatchatourian                                     |                                                |
| 1961    | Poem about the Armenian People                       | Alexandre Aroutiounian                                  | paroles par Gevork Emin                        |
| 1964    | The Great Crime                                      | H. Stepanian                                            | paroles par Paruyr Sevak                       |
| 1974    | Requiem on Memoriam of Perished People               | Loris Tjeknavorian (en)                                 |                                                |
| 1975    | Il symphony                                          | G. Hakhinyan                                            | paroles par Paruyr Sevak                       |
| 1975    | Ils sont tombés                                      | Charles Aznavour                                        |                                                |
| 1977    | Oratoria-1915                                        | E. Hayrapetyan                                          |                                                |
| 1978    | The Death                                            | Harutiun Dellalian                                      | poème symphonique                              |
| 1984    | A Memorial to the Martyrs                            | Harutiun Dellalian, Georges Garvarentz et Gostan Zarian |                                                |
| 1984    | The Voice of Victims                                 | Yervand Yerkanyan                                       |                                                |
| 1986    | Sebastia                                             | Krematorii (Armen Grigorian)                            |                                                |
| 1998    | P.L.U.C.K.                                           | System of a Down                                        | album System of a Down                         |
| 2000    | A handful of ash from your ashes...                  | Artin Poturlyan (en)                                    | morceau pour harpe                             |
| 2003    | Defixiones, Will and Testament: Orders from the Dead | Diamanda Galás                                          |                                                |
| 2005    | Holy Mountains                                       | System of a Down                                        | album Hypnotize                                |
| 2005    | Adana                                                | Daniel Decker and Ara Gevorgyan                         | traduit en 17 langues                          |
| 2008    | Down below                                           | Petros Ovsepyan                                         |                                                |
| 2008    | Tsitsernakabert                                      | Andrey Kasparov (en)                                    |                                                |
| 2008    | Another Land                                         | No One Is Innocent                                      |                                                |
| 2008    | Exploding/Reloading                                  | Daron Malakian and Scars on Broadway                    |                                                |
| 2012    | A rainy day in April                                 | Arusyak Sahakian                                        |                                                |
| 2013    | The Armenian Genocide                                | Julian Cope                                             | album Revolutionary Suicide                    |
| 2013    | Open Wounds                                          | R-Mean                                                  | album Broken Water                             |
| 2020    | Genocidal Humanoidz                                  | System of a Down                                        |                                                |

## Mémoire
- Liste de mémoriaux du génocide arménien

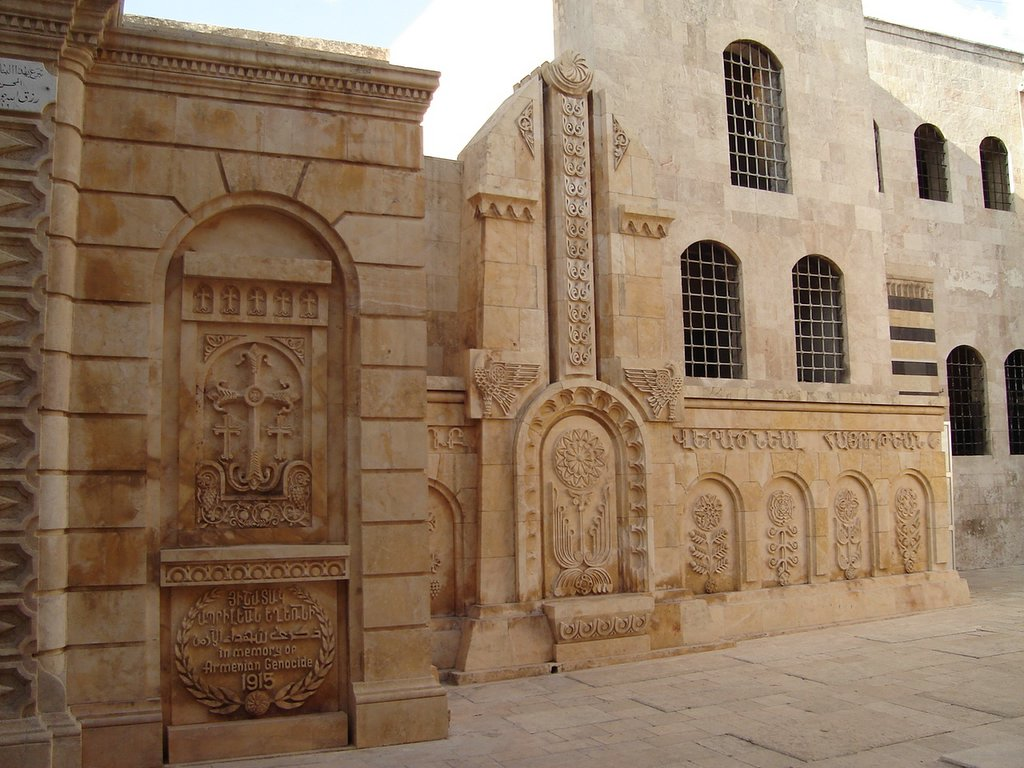
Mémorial du Génocide arménien à Alep en Syrie.
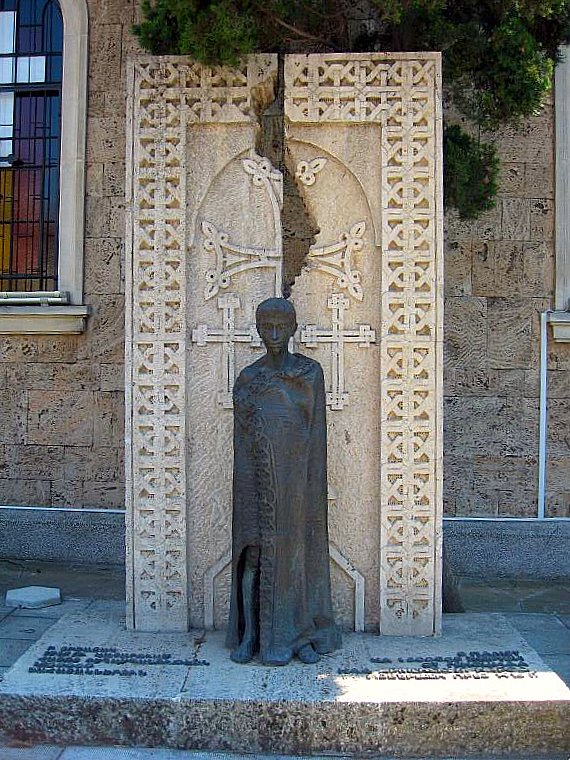
Mémorial du génocide arménien, Burgas, Bulgarie.
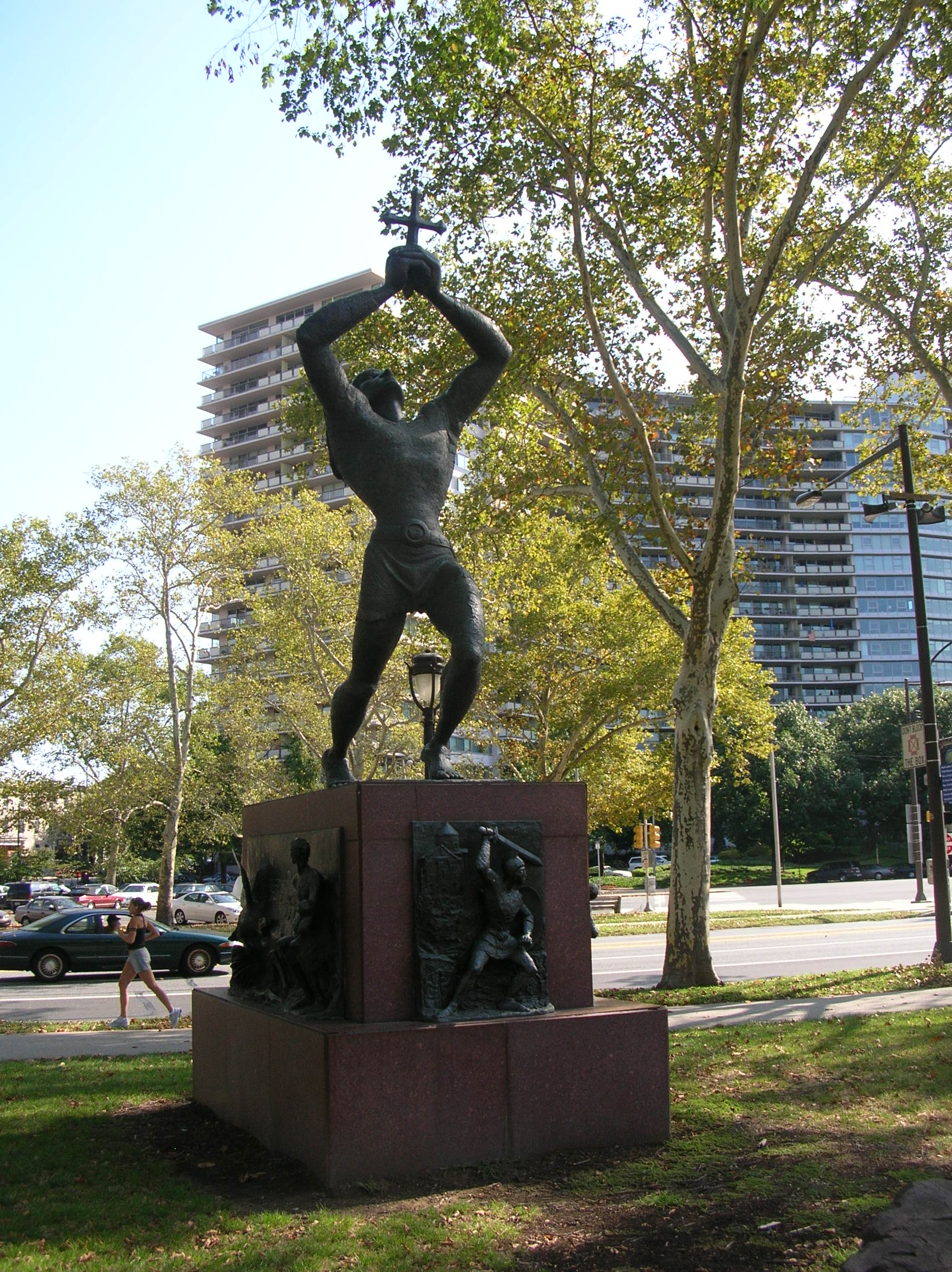
Mémorial du génocide au Philadelphia Museum of Art, États-Unis d'Amérique.

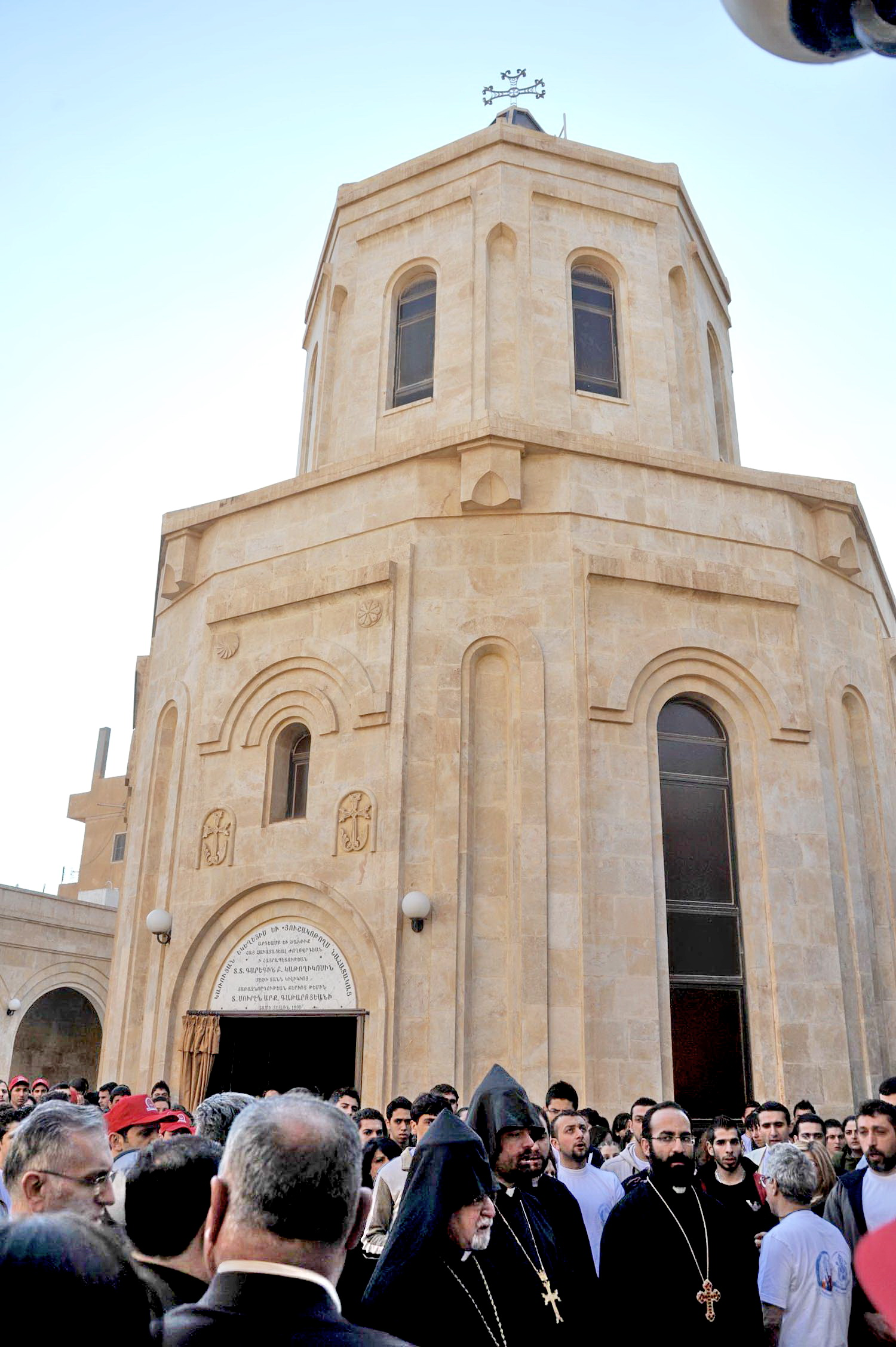
Mémorail du Génocide arménien à Deir ez-Zor en Syrie, avant 2014

Le premier monument dédié au génocide des Arméniens a été érigé sous forme d'une chapelle, dans les années 1950, sur le territoire du Catholicossat arménien de Cilicie de la ville d'Antélias au Liban. Le monument renferme une collection d'ossements humains provenant des fosses communes arméniennes du désert de Syrie. En 1965, sur le territoire du catholicossat d'Etchmiadzin un monument composé de multiples khatchkars a été construit en mémoire des victimes du génocide. Au début des années 1960, les diasporas des communautés arméniennes des différents pays ont commencé à édifier des monuments commémorant le génocide. Cela a provoqué des protestations du gouvernement turc. On les trouve à  Montebello, à Sydney, São Paulo et Buenos Aires, partout où sont installées des communautés arméniennes. En 1990, une chapelle commémorative a été inaugurée dans le désert de Deir ez-Zor en Syrie. Elle restait le seul monument édifié sur une des lieux mêmes du génocide arménien.
Ce Mémorial du génocide arménien de Deir ez-Zor a été dynamité, le 21 septembre 2014, par d'anciens membres du Front al-Nosra ayant prêté allégeance à l'État islamique ,,.

### Complexe du MémorialTsitsernakaberd

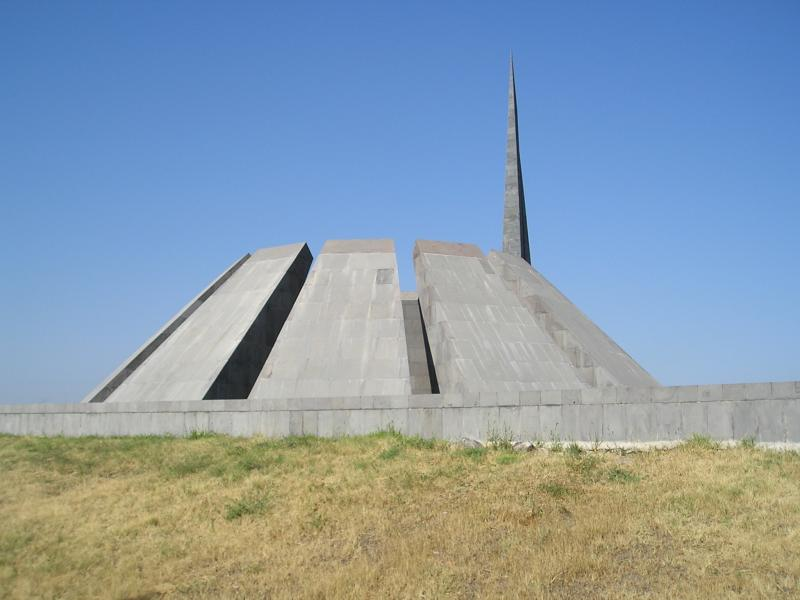
Complexe du Mémorial Tsitsernakaberd

En 1965, à l'occasion du 50 e anniversaire du génocide en Arménie soviétique, ont eu lieu des manifestations massives mais non autorisées par les autorités soviétiques. Après ces manifestations, une reconnaissance  officielle du génocide a été décidée par le pouvoir soviétique et la décision a été prise de construire un mémorial à la mémoire des victimes. Deux ans plus tard, dans la capitale Erevan, sur la colline qui domine la rivière Hrazdan et qui porte le nom de  Tsitsernakaberd (signifiant Citadelle des hirondelles), la construction du complexe commémoratif était achevée (les architectes étaient Arthur Tarkhanian et Sachour Kalachian, le sculpteur était Ovanes Khatcharian). Le monument comprend un autel circulaire dit de la Mémoire. Douze stèles de basalte sont inclinées au-dessus de la flamme éternelle. Un obélisque dit de la Renaissance, d'une hauteur de 44 mètres, s'élève vers le ciel. L'obélisque se compose de deux parties : la plus petite symbolise la diaspora arménienne, la grande l'Arménie elle-même. Le long de la route menant au mémorial, se trouve un mur de basalte d'une centaine de mètres de long qui concentre l'attention des spectateurs sur le monument lui-même. Ce dernier est dépourvu de tout ornement purement décoratif. Jusqu'à la chute de l'URSS le monument est resté sans aucune inscriptions pour ne pas contrarier la politique soviétique vis-à-vis de la Turquie. En 1998, sur le mur de basalte, la liste des noms des principales villes et villages, dans lesquels ont eu lieu des massacres, a été gravée et se termine par celui du camp de Deir ez-Zor, dernier lieu d'expulsion et de concentration dans le désert de Syrie. Aujourd'hui, Tsitsernakaberd est un lieu de pèlerinage pour tous les Arméniens et est considéré par l'opinion publique comme un monument universel à la mémoire du génocide arménien. Chaque année, le 24 avril, est célébrée la Journée de commémoration du génocide arménien. Des centaines de milliers de personnes grimpent sur la colline du complexe et déposent des fleurs au pied de la flamme éternelle. Le soir, autour de cette flamme, les participants constituent un véritable mur humain.
En 1995, de l'autre côté du parc s'est ouvert un musée du génocide (les architectes sont Kalachian et Mkrtian). Le musée présente un grand nombre de documents d'archives, de photographies (au nombre desquelles celles réalisées par Armin Wegner), et d'autres pièces et objets. Le musée organise des conférences scientifiques, traduit des documents de l'arménien et du turc dans d'autres langues pour aider la recherche concernant l'histoire du génocide. Près du musée, se trouve aussi une allée où les hommes d'État étrangers plantent, lors de leur passage, des arbres à la mémoire des victimes du génocide .

### Autres monuments
- Khatchkar Dédié au centième anniversaire du génocide arménien à Syzran, oblast de Samara, fédération de Russie (sur le territoire du port maritime, 2015).
- Rostov-sur-le-Don, rue d'Erevan, 1 (panneau), fédération de Russie.